# Lotar Udo IV
Lotar Udo IV (ur. 1108/1109, zm. 15 marca 1130 w Aschersleben) – margrabia Marchii Północnej w latach 1128–1130.

## Życiorys
Lotar Udo IV był najstarszym synem margrabiego Marchii Północnej Rudolfa I oraz Ryszardy, córka Hermana ze Sponheim, burgrabiego Magdeburga. Po śmierci ojca w 1124 został hrabią Freckleben. Cztery lata później zmarł jego kuzyn, margrabia Marchii Północnej, Henryk II. Tytuł margrabiego otrzymał Lotar Udo, jednak pretensje do tej godności podnosił hrabia Ballenstedt Albrecht Niedźwiedź, którego siostra była żoną Henryka II. W 1130 Lotar Udo poległ, gdy obległ Albrechta w Aschersleben.
Jego żoną była Jutta, córka hrabiego Winzenburga Hermana I. Zmarł bezpotomnie. Był ostatnim władcą Marchii Północnej z rodu hrabiów Stade, po jego śmierci otrzymał ją spowinowacony z hrabiami Stade przez żonę Lotara Udona III Konrad z Plötzkau.